# David Åberg
David Åberg, född 1975, är en konstnär från Helsingborg som målade världens största tavla, med vilken han erhöll Guinness rekord 2008.
Åbergs jättemålning blev 8096 m2.